# Céu

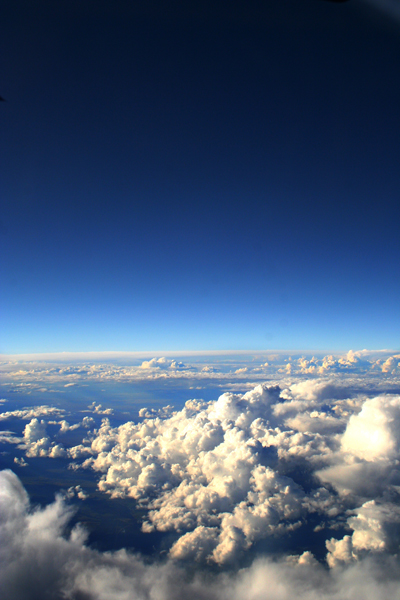
Quando visto de uma certa altitude, como de um avião, o céu varia de cor.

Céu (do latim cælum) é o panorama obtido a partir da Terra ou da superfície de outro astro celeste qualquer quando se olha para o universo que os rodeia. O panorama obtido pode mostrar-se significativamente influenciado pela presença ou não de atmosfera ao redor do astro no qual situa-se o observador.
Em ausência de atmosfera o céu mostra-se negro, e nele destacam-se nitidamente as estrelas e demais astros. Em presença de atmosfera, durante o dia, o céu terrestre mostra-se azulado, e a dispersão da luz estabelece intensidade média de luz que normalmente ofusca os demais astros celestes à exceção do sol e da lua, não sendo aqueles visíveis no céu durante o dia, portanto. O céu noturno assemelha-se bem ao que espera-se encontrar nos casos onde há ausência de atmosfera.
Nuvens e outros elementos climáticos também afetam o céu, determinando por vezes belos panoramas. As auroras constituem outro exemplo entre os fenômeno atmosférico que podem influenciar diretamente o céu, não obstante fazendo-o de forma a embelezá-lo.
Céu refere-se também ao espaço de dimensões não diretamente comensuráveis via sentidos - e por tal suposto em senso comum infinito - onde encontram-se ou movem-se os demais astros e estrelas do Universo. 

## Definição e composição

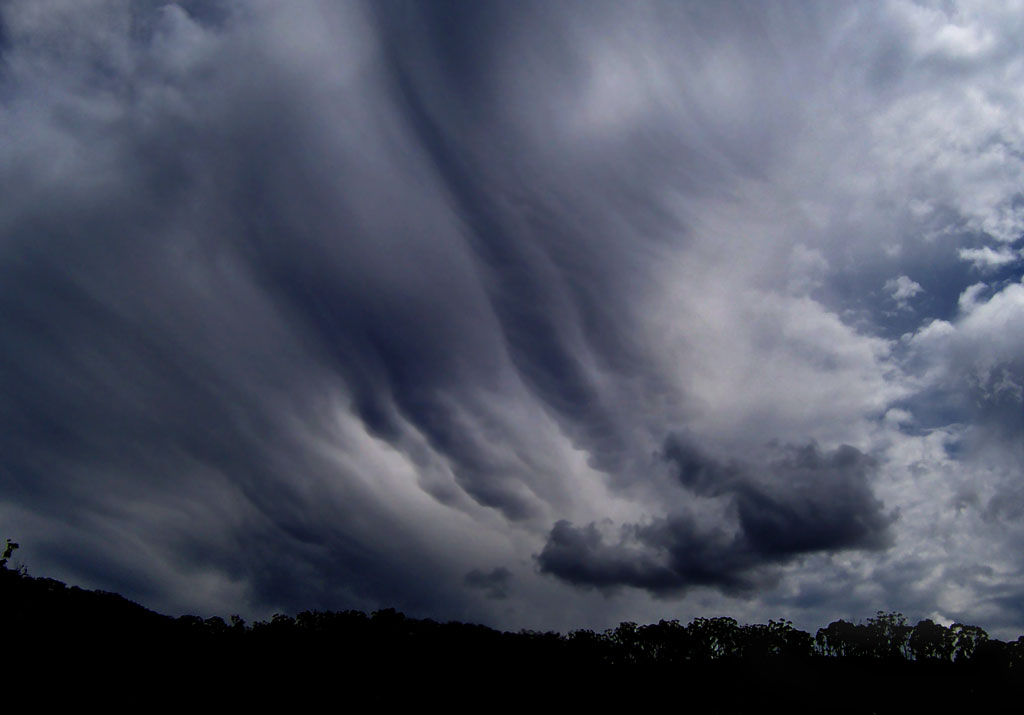
Céu turbulento

O céu envia-nos cerca de 10% da luz do Sol durante o dia. O seu brilho deve-se à difusão da luz do Sol pelas moléculas na atmosfera. Quando olhamos para o céu, estamos a ver apenas os raios de Sol que foram desviados pelas moléculas da atmosfera de tal modo que ficam exactamente direccionados para os nossos olhos.
Algumas partículas e moléculas da atmosfera (algumas resultando de poluição atmosférica) têm a capacidade de difundir a radiação solar em todas as direcções. Certas partículas são mais efectivas a difundir luz com um determinado comprimento de onda de luz (é a difusão selectiva - difusão de Rayleigh). É o caso das moléculas do ar, como o oxigénio e o azoto, que são de pequena dimensão e por isso difundem com mais eficiência luz com comprimentos de onda curtos (azul e violeta).

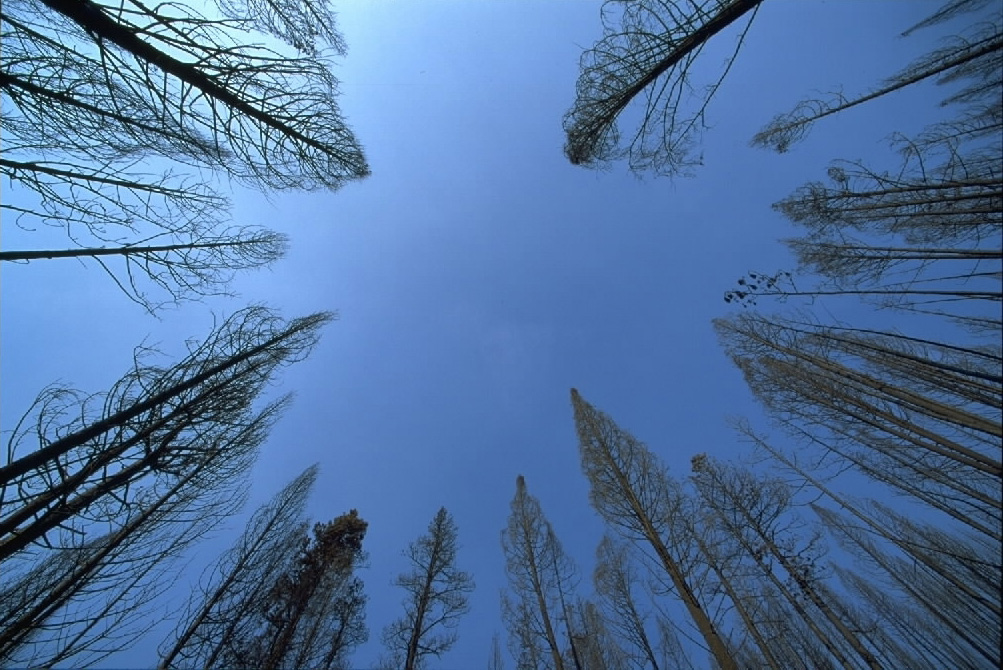
Imagem tirada entre as árvores

A luz branca do Sol é uma mistura de todas as cores do arco-íris: o espectro visível vai desde o vermelho, com um comprimento de onda de cerca de 720 nm, ao violeta, com um comprimento de onda de cerca de 380 nm. O que acontece é que os átomos e moléculas difundem com maior eficiência a luz com comprimentos de onda menores. Quase todos os raios vermelhos vindos do Sol atravessam sem dificuldade a atmosfera. São os azuis e violeta que são desviados. Como resultado desse fenómeno físico, o Sol tem uma cor amarela mais avermelhada do que a que tem quando observado fora da atmosfera.  
Houve dúvida durante muitos anos se eram poeiras ou moléculas as responsáveis pela cor do céu. Mas desde que a fórmula detalhada da difusão da luz por moléculas, calculada por Einstein em 1911, se mostrou de acordo com a experimentação, esse facto passou a ser aceito por toda a comunidade científica.
Quando um fotão de comprimento mais curto encontra uma molécula da atmosfera, ressalta numa outra direcção. Os fotões vermelhos, laranjas, amarelos e verdes tendem a conseguir continuar em frente. E cada fotão que ressalta volta a encontrar outras moléculas e pode ressaltar de novo numa outra direcção. E acabam por chegar ao solo da Terra vindos de todo o lado, de direcções aleatórias. Por isso, para qualquer lado que olhemos, vemos fotões azuis.

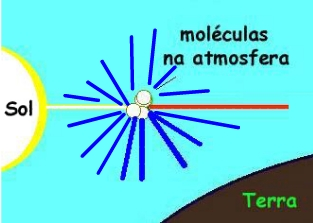
Refração da luz azul

O céu não é amarelado como o Sol porque a difusão funciona como uma peneira que só reflecte raios azulados. É também devido ao mesmo fenómeno que o céu fica acinzentado (lácteo) quando há luar e faz com que não se vejam tão bem as estrelas. O mesmo acontece quando se está perto de uma cidade bem iluminada e o céu fica mais esbranquiçado por causa da luz da cidade difundida pela atmosfera. (Por outro lado, as nuvens e a bruma são brancas porque consistem de gotículas de nuvens com diâmetros da ordem dos 20 mícron (maiores do que o comprimento de onda da luz visível) e por isso são suficientemente grandes para difundir todos os comprimentos de onda visíveis aproximadamente de um modo igual (difusão de Mie). Quando as nuvens se tornam muito profundas, menos e menos da radiação solar que entra nela consegue chegar ao fundo da nuvem, o que lhes dá uma aparência mais escura. 

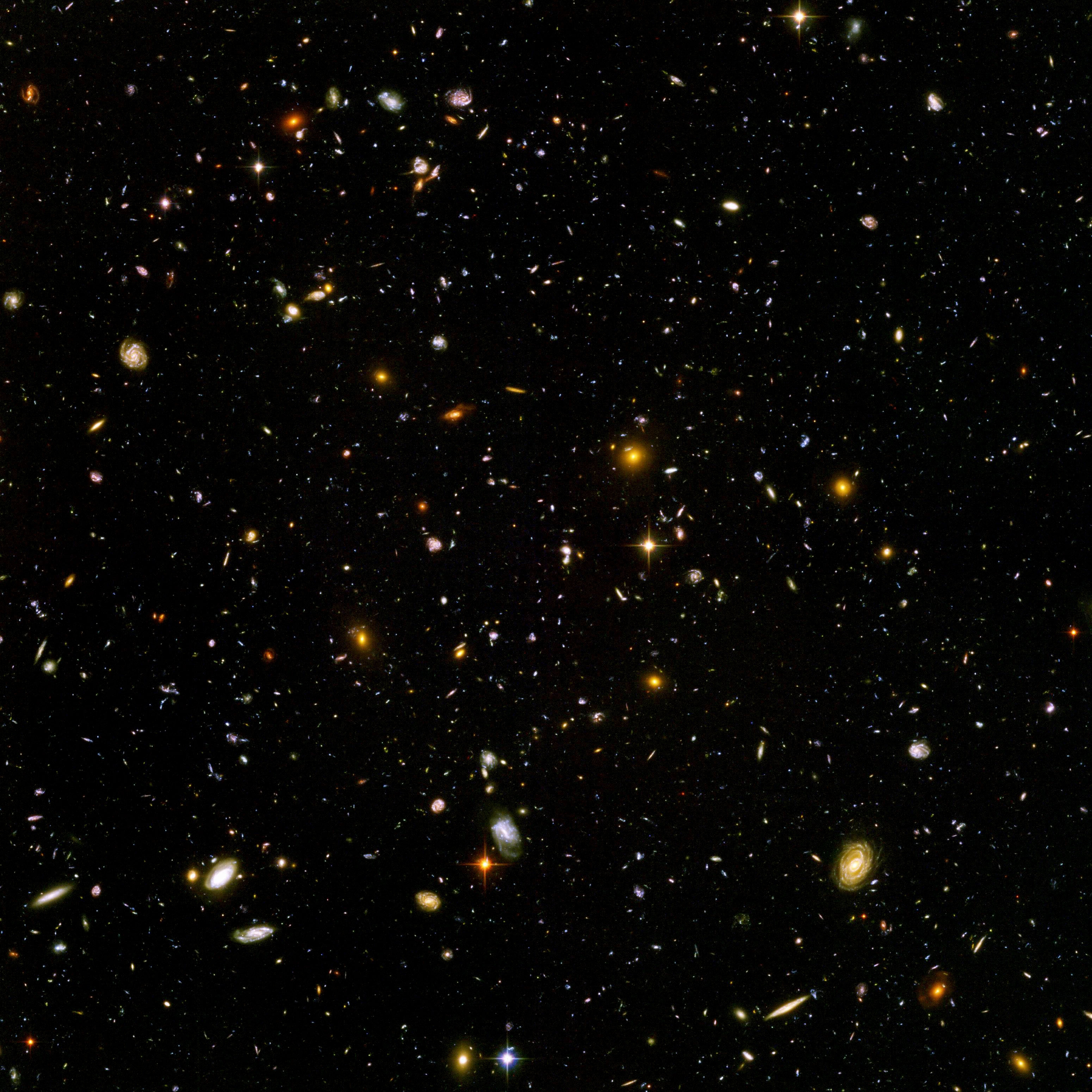
Constelação de Fornax (Hubble, NASA)

O céu, de facto, deveria ser mais violeta, embora, por causa da absorção da atmosfera, haja menos violeta na luz do Sol. O que se passa é que os nossos olhos não têm nenhuns receptores especialmente sensíveis a essa cor. O nosso sistema visual constrói as cores que vemos com base em 3 tipos de receptores de cor—os cones—que são uns mais sensíveis aos vermelhos (e menos aos laranjas e amarelos), outros aos azuis e outros aos verdes (e menos aos cianos e amarelos). A luz indigo e violeta estimula ligeiramente os cones mais sensíveis aos azuis e também, embora menos, os cones mais sensíveis aos vermelhos. E é por isso que a luz indigo e violeta acaba por ser apercebida pelo nosso sistema visual como azul com um ligeiro tom de vermelho. O efeito total é que a luz do céu estimula mais fortemente os cones azuis, mas também estimula, mais moderadamente e de um modo quase igual, os cones vermelhos (através da luz indigo e violeta) e os verdes (através da luz verde-azulada). E é esta combinação que dá ao céu a cor azul pálida que ele tem. Se não houvesse luz indigo e violeta no espectro do céu, ele pareceria azul ligeiramente esverdeado.
Quando o ar está limpo e o Sol ou a Lua (ou uma estrela) estão a nascer ou a pôr-se perto do horizonte, têm uma cor amarelada porque os raios de luz têm que percorrer um trajeto muito maior na atmosfera antes de chegarem aos nossos olhos e muito mais fotões azuis e violeta acabam por ser difundidos. Se nas camadas mais baixas da atmosfera existirem pequenas partículas de sal (sobre o mar) ou de poeira (natural ou resultante da poluição), que difundem a luz com  maior eficiência, até os fotões verdes e amarelos serão difundidos e os astros terão uma cor mais alaranjada ou avermelhada. E é também por isso que ao pôr do Sol o céu não é azulado no horizonte, perto do Sol: há mais fotões amarelos e mesmo laranjas que vêm dessa direção depois de serem difundidos a partir da luz do Sol.
Quando à noite vemos um foco de luz cilíndrico projectado no céu, o que vemos não são os raios de luz projectados na direcção do foco. O que vemos são os raios de luz que estão a ser difundidos (ou desviados) pelas partículas de poeira na atmosfera de tal modo que ficam exactamente direccionados na direcção dos nossos olhos. A luz é difundida em todas as direcções, mas nós só vemos os que estão a vir na nossa direcção.

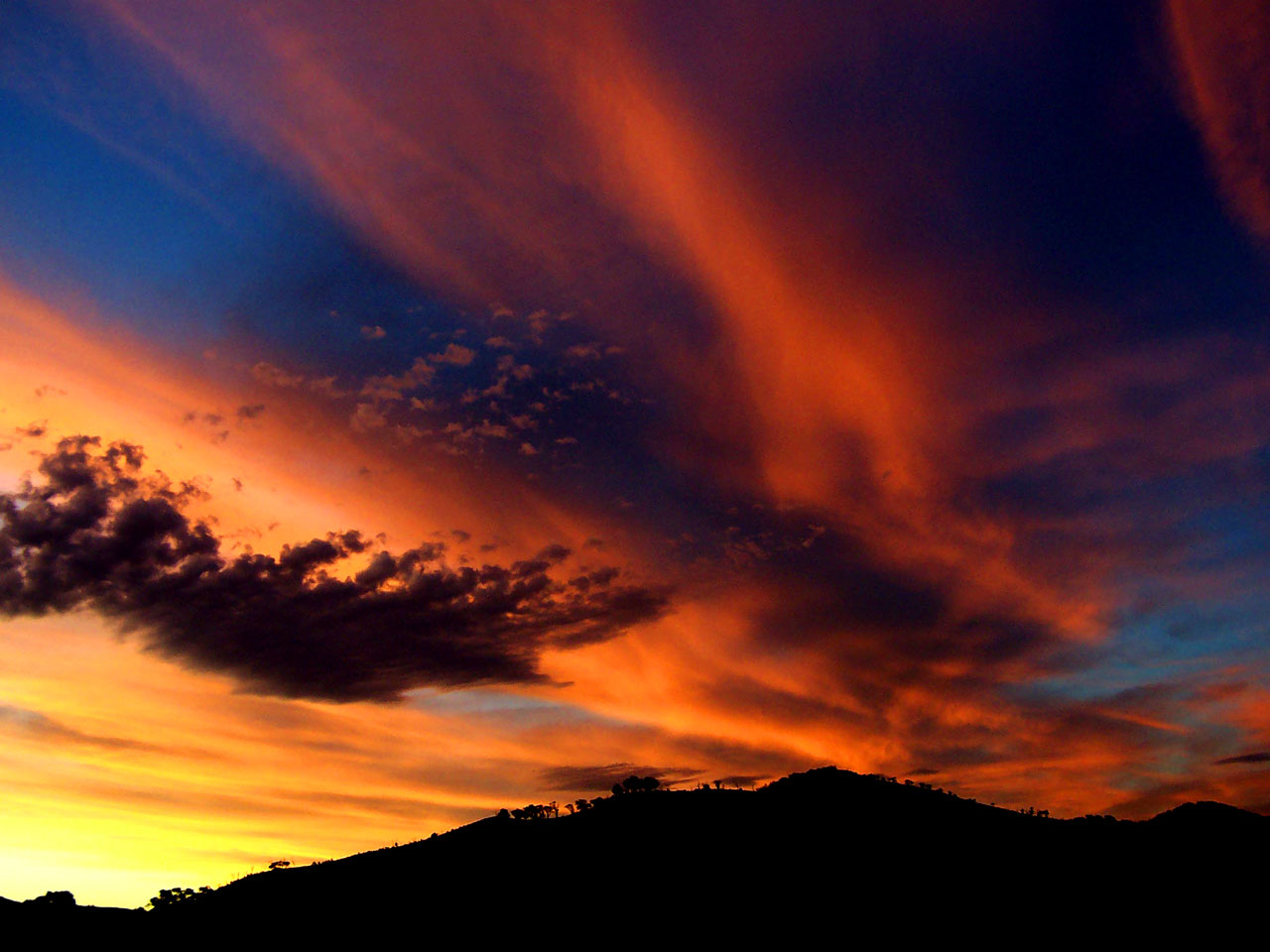
Céu com nuvens durante o pôr do Sol

Se iluminarmos com um foco de luz branca um tanque com água com sabão (ou com um bocado de leite à mistura) e olharmos de lado vemos um cone azulado formado pela luz que é difundida pelo líquido. Mas a luz vista directamente do fundo do tanque, depois de o ter atravessado, será avermelhada. Quando a luz passa por um fluido com partículas em suspensão suficientemente pequenas, verifica-se que a luz azul, que tem um comprimento de onda menor, é mais difundida do que a vermelha (a difusão é inversamente proporcional à 4ª potência do comprimento de onda: a luz azul sofre uma difusão 9,38 ([700/400]4) vezes maior do que a vermelha).
De noite, o céu é negro porque não existe difusão de luz solar. No entanto, se o universo é infinito em tamanho e as estrelas e galáxias estão distribuídas por este universo infinito, então poderíamos esperar ver uma estrela em cada direcção em que observamos o céu. O que se passa é que não podemos ver a luz das estrelas e galáxias a todas as distâncias ao mesmo tempo. A luz viaja a uma velocidade de cerca de 300 000 km/s. Como só podemos ver uma coisa depois de a luz que ela emite ter tempo para chegar aos nossos olhos e o universo teria uns 10 ou 15 bilhões anos de idade, só podemos ver estrelas e galáxias que estejam no máximo a uma distância de uns 10 ou 15 bilhões de anos-luz de distância. Mesmo que haja galáxias mais distantes, não as poderemos ver porque a sua luz não teve ainda tempo de chegar até nós. Por outro lado, as estrelas e as galáxias não são infinitamente velhas, ou seja, elas eventualmente morrem e deixam de emitir luz. E vemos este efeito mais cedo para as que estão mais perto de nós. Por isso, não podemos ver a luz de estrelas e galáxias a todas as distâncias ao mesmo tempo; a luz das realmente muito distantes ainda não chegou até nós e, no caso das mais distantes cuja luz já chegou até nós, tanto tempo se passou já que muitos objectos perto delas já se extinguiram e estão negros.

## Concepções religiosas do céu
Por sua grandiosidade, o céu esteve presente nas mais diversas religiões e mitologias. Cogita-se que o céu tenha sido o primeiro objeto de culto da humanidade, geralmente associado às quase ubíquas dinvidades uranianas.

### Céu bíblico
Há vários céus que são mencionados na Bíblia. Haveria o céu que vemos, onde os pássaros voam, onde os relâmpagos brilham e de onde a chuva cai . Há o céu no sentido de firmamento, ou expansão, onde estão o Sol, a Lua e as estrelas . Há ainda o céu onde se encontra o Reino de Deus , de ao qual Jesus teria ascendido. Esse seria o céu onde os anjos estão . A Bíblia fala ainda dos "céus dos céus"  e que haverá "novos céus" .

### Céu na mitologia
Céu era a divindade romana equivalente à grega Urano. Filho e marido de Terra (Gaia). Pai dos titãs: Oceano, Crios, Hiperião, Jápeto, Teia, Reia, Têmis, Mnemósine, Febe, Tétis e Cronos; dos Hecatônquiros: Coto, Briareu e Giges;  dos Ciclopes: Brontes, Estéropes e Arges; das Erínias; dos Gigantes; das Ninfas Melianas e de Afrodite.  

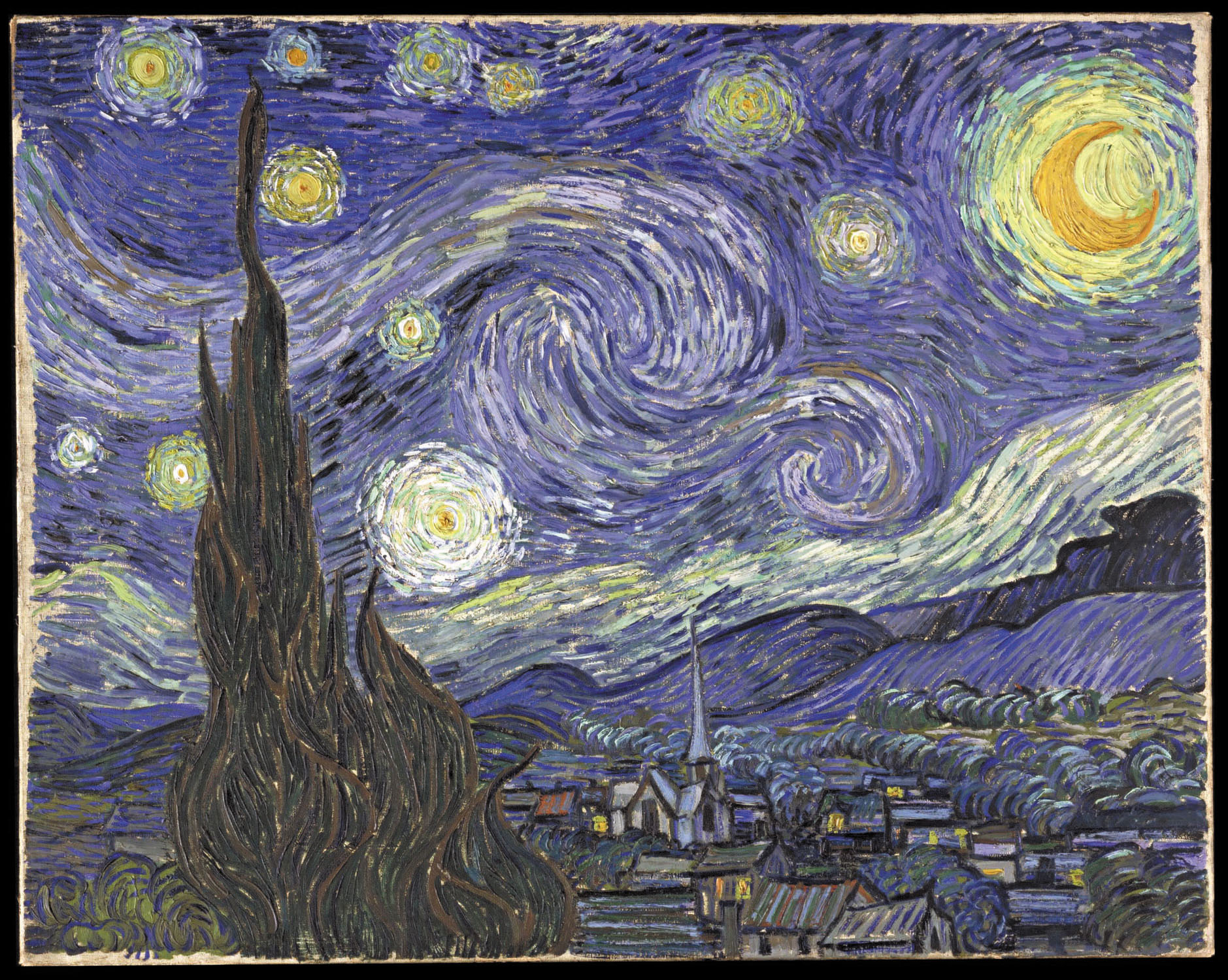
Noite estrelada. Vincent van Gogh, Século XIX

Em geral, aceita-se o mito do Céu como esposo de Gaia, a Terra, com quem teve os titãs, os ciclopes e os hecatonquiros. Rejeitava os filhos ao nascer e, logo após o seu nascimento, escondia-os no seio de Gaia, condenando-os a permanecer ali para sempre. Gaia decidiu vingar-se; incitou seus filhos a punir o pai. Todos recusaram-se. Somente Cronos, o mais jovem, se dispôs a enfrentar o genitor. Durante a noite, quando Céu unia-se a Terra, Cronos, com uma foice, cortou-lhe os testículos e lançou-os ao mar. As gotas do sangue fecundaram a Terra, originando as Erínias ou Fúrias. Os testículos jogados ao mar, fizeram surgir uma espuma da qual nasceu Afrodite.